# 64 bits

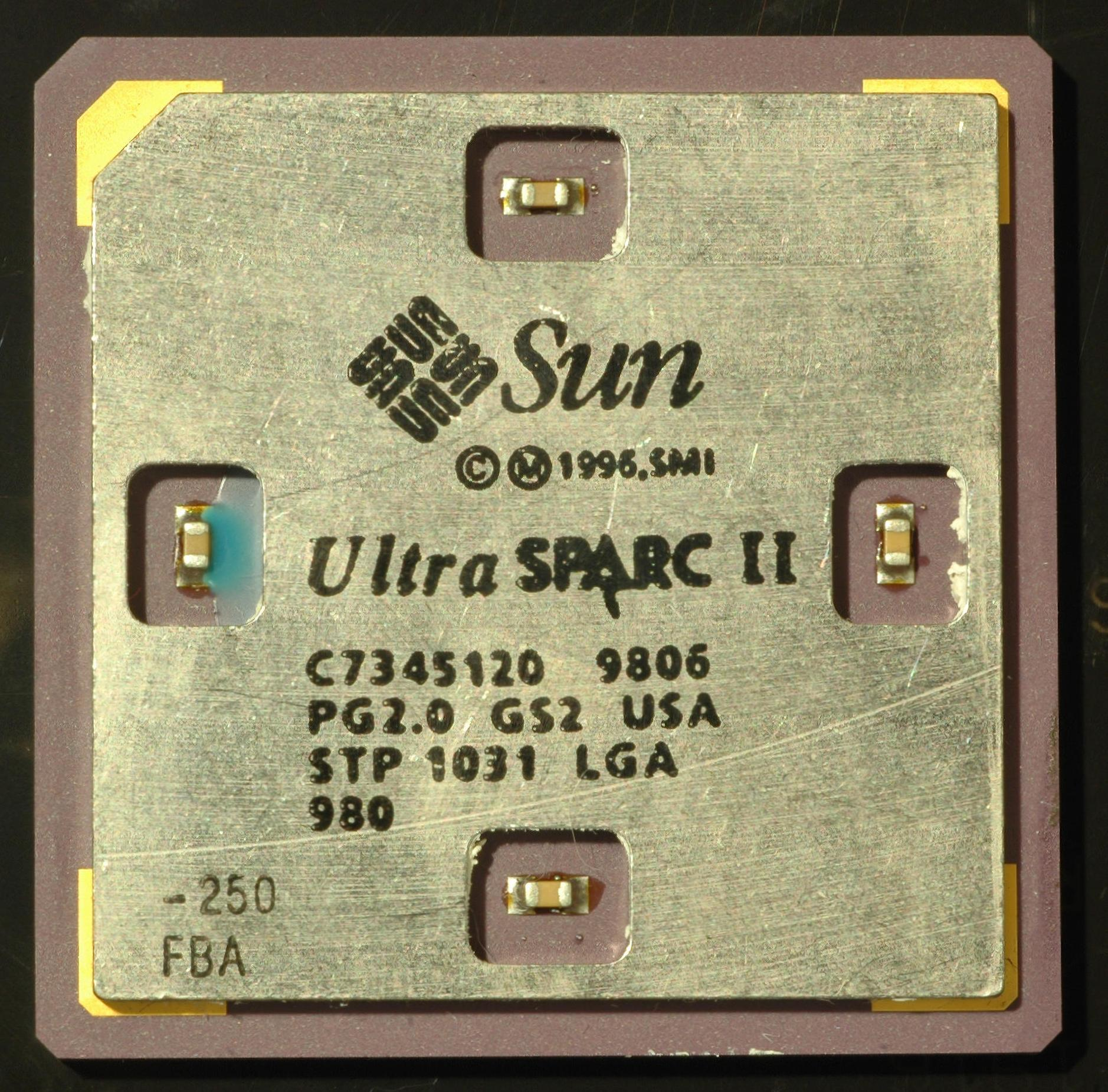
El UltraSPARC-II: un microprocessador RISC de 64 bits.

En arquitectura d'ordinadors, 64 bits és un adjectiu utilitzat per descriure sencers, adreces de memòria o altres unitats de dades que comprenen fins a 64 bits (8 octets) d'ample, o per referir-se a una arquitectura de UCP i UAL basades en registres, bus d'adreces o bus de dades d'aquest ample.
Els microprocessadors de 64 bits han existit en les superordinadors des de 1960 i en servidors i estacions de treball basades en RISC des de mitjans dels anys 1990. El 2003 van començar a ser introduïts massivament als ordinadors personals (prèviament de 32 bits) amb les arquitectures AMD64 i els processadors PowerPC G5.
Encara que una UCP pot ser internament de 64 bits, el seu bus de dades o bus d'adreces externs poden tenir una mida diferent, més gran o més petita i el terme s'utilitza habitualment per descriure també la mida d'aquests busos. Per exemple, moltes màquines actuals amb processadors de 32 bits usen busos de 64 bits (p. ex. el Pentium original i les UCP posteriors) i poden ocasionalment ser conegudes com «64 bits» per aquesta raó. El terme també es pot referir a la mida de les instruccions dins del conjunt d'instruccions o a qualsevol altre element de dades (per exemple, les quantitats de 64 bits de coma flotant de doble precisió són comuns). Sense més qualificacions, però, l'arquitectura de les ordinadors de 64 bits té registres integrats que són de 64 bits, que permet suportar (interna i externament) dades de 64 bits.